# قصر السلطانة ملك
قصر السلطانة ملك هو قصر أثري يقع في شارع العروبة أمام قصر البارون إمبان، بحي مصر الجديدة،قام ببناءالقصر المهندس البلجيكي إدوارد إمبان ليهديه للسلطان حسين كامل الذي رفض أخذه هدية، وأصر على شرائه، لكنه توفي قبل أن يسدد ثمن القصر، فآلت ملكيته إلى شركة مصر الجديدة للإسكان والتعمير، وتم الاتفاق على أن يؤجر القصر للسلطانة ملك، الزوجة الثانية للسلطان حسين كامل، حتى تحول إلى مدرسة في ستينات القرن الماضي، ثم تم تسجيله مبنى أثرياً ضمن الآثار الإسلامية والقبطية عام 2000.
يجمع قصر السلطانة مَلَك مزيجا من طُرُز العمارة الإسلامية والباروكية، وهو ما يظهر في التكوين الخارجي لبُرجِه القصر المماثل لتكوين المئذَنة، وكذا في القبة الباروكية التي تتوسط أعلى سقف بَهوِه الرئيسى، كما يتضح هذا المزج أيضًا في تصميمات غرفه الداخلية للقصر وممراته.

## التاريخ

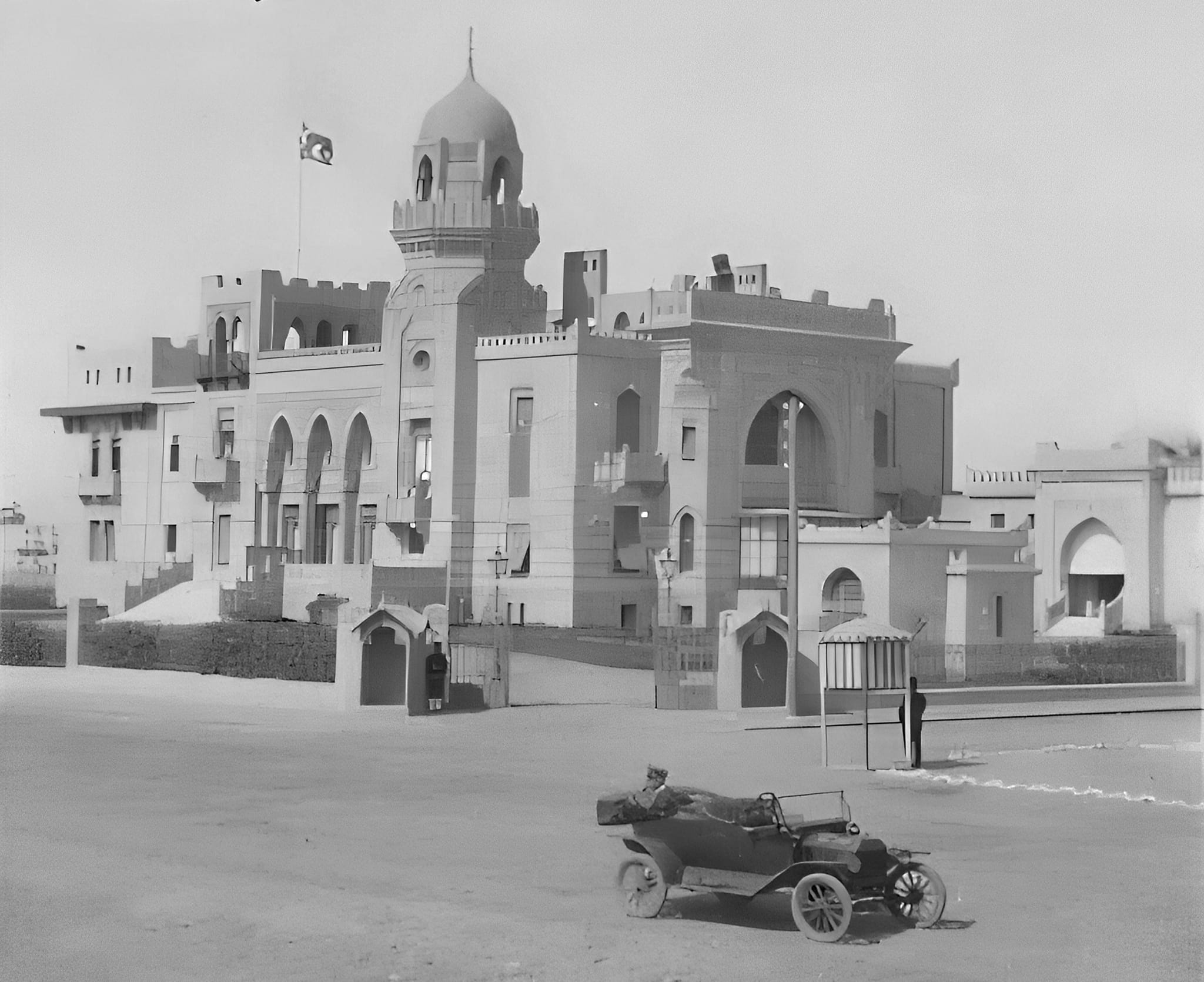
القصر سنة 1910

بدأت حكاية قصر السُلطانة ملك بعدما حضر الأمير حسين كامل المعرض الدولي للتصميمات المعمارية في باريس في العام 1900 برفقة زوجته الأميرة ملك جشم، ووقعت عيناهما على 3 تصميمات معمارية للمهندس الفرنسي أليكساندر مارسيل، أعجبوا بها وكان الأمير حسين كامل آنذاك على علاقة جيدة بلمليونير البلجيكي إدوارد إمبان، وبعدما شرع إمبان في تأسيس مدينة هيليوبليس وبدأت لبناتها الأولى تظهر في العام 1908، استعان كل من إمبان والأمير حسين كامل بالمصمم الفرنسي أليكساندر مارسيل لتصميم قصور لهما على المدينة الجديدة، فبني القصرين في فترة متزامنة.
كان القصر سكنًا للسلطانة ملك الزوجة الثانية للأمير حسين كامل، وبناتها الأميرات الثلاث، منذ العام 1909 وحتى العام 1914، وبعد تنصيب حسين كامل واليًا على مصر في العام 1914 انتقلوا إلى سراي عابدين ليعودوا إليه مرة أخرى في العام 1917 عقب وفاة السلطان حسين، وظلت السلطانة ملك تسكنه برفقة ابنتها الأميرة سميحة حسين حتى توفيت السلطانة وصودر القصر، وانتقلت الأميرة سمية لقصرها الجديد في الزمالك والذي تحول بوفاتها إلى مكتبة عامة.
القصر كان مفروشًا فيما مضى بأفخر الأثاث ويتكون من بدروم وطابقين، ويحيط به سور حديدي. ضم البدروم المطبخ ومخازن الطعام، أما الطابق الأول فيتكون من عدد من الحجرات أهمها حجرة زخرفت حوائطها برسوم آدمية وبانوهات ملونة ويشغلها حاليًا مكتب مدير المدرسة، أما الطابق الثاني فيصعد إليه عن طريق سلم بدرابزين، وقد ضم أجنحة النوم التي احتوت على دفايات ومرايا.